# ريكو كوباياشي (لاعب كرة قدم)
ريكو كوباياشي (باليابانية: 小林里駆) هو لاعب كرة قدم ياباني في مركز الوسط، ولد في 2 أغسطس 2001 في طوكيو في اليابان. لعب مع نادي طوكيو.

## وصلات خارجية
- ريكو كوباياشي (لاعب كرة قدم) على موقع رابطة كرة القدم اليابانية للمحترفين (اليابانية)
- ريكو كوباياشي (لاعب كرة قدم) على موقع قاعدة بيانات كرة القدم.إي يو (الإنجليزية)
- ريكو كوباياشي (لاعب كرة قدم) على موقع Soccerway.com (الإنجليزية)
- ريكو كوباياشي (لاعب كرة قدم) على موقع عالم كرة القدم.نت (الإنجليزية)